# Málaga CF
A Málaga Club de Fútbol egy spanyol labdarúgóklub Málagában, Andalúziában. Jelenleg a spanyol harmadosztályban szerepelnek. A Málaga CF az egyik legjelentősebb történelemmel rendelkező andalúz csapat. Összesen 28 szezont töltöttek a spanyol első osztályban és 34-szer szerepeltek a második vonalban. A csapat 2002-ben megnyerte az Intertotó-kupát és jogot szerzett magának az UEFA kupában való indulásra. A 2012-2013-as szezonban a Bajnokok Ligája csoportkörében szerepelt a klub, ahol megnyerték csoportjukat és a negyeddöntőig meneteltek, végül a német Borussia Dortmund állította meg őket szoros küzdelemben (3-2-es összesítéssel). A 2017-2018-as szezon végén mindössze 20 pontot szerezve estek ki az élvonalbeli bajnokságból (23 ponttal lemaradva a bent maradást érő 17. helyezéstől).

## Sikerek
- Intertotó-kupa: 1
- 2002
- Segunda División: 4
- 1951-52, 1966-67. 1987-88, 1998-99
- Trofeo Costa del Sol: 5
- 1963, 1971, 1974, 2005, 2008
- Ricardo Zamora Trófea: 1
- 1971-72

## Játékoskeret
2016. augusztus 23-i szerint
| #  |     | Poszt | Név                                          |
| -- | --- | ----- | -------------------------------------------- |
| 1  | CMR | K     | Carlos Kameni                                |
| 2  | BFA | V     | Bakary Koné                                  |
| 3  | BRA | V     | Weligton (csapatkapitány-helyettes)          |
| 4  | VEN | V     | Mikel Villanueva                             |
| 5  | ESP | V     | Diego Llorente (kölcsönben a Real Madridtól) |
| 6  | ESP | KP    | Ignacio Camacho (3. számú csapatkapitány)    |
| 7  | ESP | KP    | Juan Carlos (kölcsönben Bragatól)            |
| 8  | URU | CS    | Michael Santos                               |
| 9  | BRA | CS    | Charles                                      |
| 10 | VEN | KP    | Juanpi                                       |
| 11 | URU | KP    | Chory Castro                                 |
| 13 | UKR | K     | Denys Boyko (kölcsönben a Beşiktaştól)       |

| #  |     | Poszt | Név                                        |
| -- | --- | ----- | ------------------------------------------ |
| 14 | ESP | KP    | Recio                                      |
| 15 | URU | V     | Federico Ricca                             |
| 17 | POR | KP    | Duda (C)                                   |
| 18 | VEN | V     | Roberto Rosales                            |
| 19 | ESP | CS    | Sandro                                     |
| 20 | ESP | KP    | Keko                                       |
| 21 | ESP | KP    | Jony Rodríguez                             |
| 22 | SRB | KP    | Zdravko Kuzmanović (kölcsönben a Baseltől) |
| 23 | ESP | V     | Miguel Torres                              |
| 26 | MAR | KP    | Júszef el-Neszjrí                          |
| 27 | ESP | K     | Aarón Escandell                            |
| 29 | ESP | V     | Luis Muñoz                                 |
| 31 | ESP | KP    | Pablo Fornals                              |
| 39 | ESP | KP    | Javier Ontiveros                           |

### Kölcsönben
| # |     | Poszt | Név                                        |
| - | --- | ----- | ------------------------------------------ |
| — | MEX | KP    | Guillermo Ochoa (kölcsönben a Granada-nál) |
| — | ESP | V     | Alberto López (kölcsönben a Mallorca-nál)  |
| — | ESP | V     | Cifu (kölcsönben a Gironanál)              |

| # |     | Poszt | Név                                          |
| - | --- | ----- | -------------------------------------------- |
| — | ESP | KP    | Deco (kölcsönben a Barakaldonál)             |
| — | POR | KP    | Ricardo Horta (kölcsönben a Braganál)        |
| — | MAR | KP    | Adnane Tighadouini (kölcsönben a Vitessenél) |

Frissítve: 2016. augusztus 23-án

## Külső hivatkozások
- A klub hivatalos honlapja